# Chidian
Chidian (kinesiska: 池店) är en köping i sydöstra Kina. Den ligger i Jinjiang i staden Quanzhou i provinsen Fujian, omkring 150 kilometer sydväst om provinshuvudstaden Fuzhou. Antalet invånare är 153 504. Befolkningen består av 70 350 kvinnor och 83 154 män. Barn under 15 år utgör 12,0 %, vuxna 15-64 år 84 %, och äldre över 65 år 3,0 %.